# Estrela da Manhã (1950)
Estrela da Manhã é o título do filme brasileiro de 1950 que teve seu argumento escrito por Jorge Amado, foi musicado por Dorival Caymmi, que também atua ao lado de Paulo Gracindo, a italiana Doris Duranti e Dulce Nunes, como protagonistas. O filme foi dirigido por Jonald, com fotografias de Rui Santos.

## Elenco[3]
- Doris Duranti ...Tiú
- Dulce Nunes ...Lúcia
- Paulo Gracindo ...Dr. Sérgio
- Dorival Caymmi ...Manuel
- Nelson Vaz ...Padre Francisco
- Ferreira Leite ... Guarda do Farol
- Fregolente ...Faroleiro
- Nelly Brasil ...Tônia
- João Péricles ...José
- José Biá... Pai de Lúcia e Tônia

## Histórico e locação
As filmagens tiveram início em maio de 1948, tendo por locação a Restinga da Marambaia e cercanias; para isto o médico Moura Brasil do Amaral colocara à disposição sua fazenda Ibicuí.